# IC 2560
IC 2560 је спирална галаксија у сазвјежђу Шмрк (Пумпа) која се налази на листи објеката дубоког неба у Индекс каталогу.
Деклинација објекта је - 33° 33' 48" а ректасцензија 10h 16m 18,6s. Привидна величина (магнитуда) објекта IC 2560 износи 11,7 а фотографска магнитуда 12,5. Налази се на удаљености од 34,707 милиона парсека од Сунца. IC 2560 је још познат и под ознакама ESO 375-4, MCG -5-25-1, IRAS 10140-3318, PGC 29993.